# Kuduo
Kuduo – mosiężne naczynie, przypominające okrągłą szkatułę, wyrabiane przez lud Aszanti z Ghany od XVI w. do końca XIX w. Przeznaczone dla arystokracji do przechowywania wartościowych dóbr oraz złotego proszku.
Kuduo stanowiło wyznacznik statusu społecznego, symbol bogactwa, używano go podczas ceremonii politycznych oraz wydarzeń kulturalnych. Kuduo uważa się za główne naczynie pogrzebowe, gdyż chowano je z cenną zawartością oraz innymi ofiarami wraz z jego właścicielem, wierząc, iż zamknięte są w nim siły życiowe.
Prototyp kuduo pochodzi najprawdopodobniej z Egiptu lub Syrii, gdzie wytwarzano podobne naczynia już ok. 1300 roku. Do Ghany dotarły wraz z przybywającymi w sprawie handlu złotem kupcami.
Zdobienia obecne na ścianach i pokrywie naczynia świadczą o inspiracji sztuką arabską, ale też lokalnymi wierzeniami. Stałym elementem zdobniczym oprócz figur geometrycznych są symboliczne wizerunki zwierząt, np. lamparta – siły najwyższego władcy, antylopy – słabości kogoś o mniejszych wpływach, krokodyla – strażnika sprawiedliwości. O prestiżowej funkcji tej rytualnej szkatuły świadczy materiał, z jakiego była wykonywana, jako że na terenach Ghany złoża miedzi praktycznie nie występowały.
Wyrobu zaprzestano pod koniec XIX wieku, nie było bowiem lokalnego zapotrzebowania. W latach 30. XX wieku ponownie rozpoczęto produkcję niższej jakości naczyń wzorowanych na kuduo, przeznaczonych do sprzedaży turystom. Większość zabytkowych i cennych kuduo, znajdujących się obecnie w muzeach zostało odnalezionych przypadkowo podczas prac nad budową dróg oraz wykopywania fundamentów pod nowe budynki.
Kuduo często są mylone z forowa. Te pierwsze są odlane z mosiądzu metodą wosku traconego, podczas gdy forowa wykonane są z blachy mosiężnej.